# Reacción inversa
En física teórica, la reacción inversa a menudo es necesaria para calcular el comportamiento autoconsistente de una partícula o un objeto en un campo externo. 

## Definición intuitiva
Cuando se considera que una partícula no tiene masa o que tiene una carga infinitesimal, esto puede describirse como diciendo que tratamos con una sonda y que la reacción inversa se descuida. Sin embargo, un objeto real también lleva (en general) una masa y una carga en sí. Estas propiedades implican que el modelo del entorno original debe modificarse para alcanzar la coherencia. Por ejemplo, una partícula se puede describir como ayudar a curvar el espacio en la relatividad general. Tener en cuenta las restricciones implicadas en el modelo por las propiedades de la partícula, la reacción inversa, es una forma de llegar a un modelo más preciso que si se ignoran esas restricciones. 

## Cosmología
En la cosmología no homogénea, en la que la formación de estructuras se tiene en cuenta en un modelo general-relativista del universo, el término "reacción inversa" se utiliza para medir la no conmutatividad del procedimiento de promedio 
{\displaystyle G_{\mu \nu }({\overline {g_{\alpha \beta }}})\neq {\overline {G_{\mu \nu }(g_{\alpha \beta })}}={\frac {8\pi G}{c^{4}}}{\overline {T_{\mu \nu }}}}
(que proviene de la no linealidad de las ecuaciones de campo de Einstein) y la evolución dinámica de los segmentos espaciales del espacio-tiempo. Sin embargo, el papel de la reacción inversa en la posibilidad de conducir a una alternativa a la energía oscura es una cuestión abierta de debate entre los cosmólogos. La existencia de una escala de longitud de homogeneidad puede considerarse como aquella en la que los cálculos con y sin reacción inversa dan los mismos resultados. La existencia de tal escala necesita confirmación experimental. 